# Lokalkompakte Gruppe
Eine lokalkompakte Gruppe ist in der Mathematik eine topologische Gruppe, deren zugrundeliegende Topologie lokalkompakt ist. Diese Eigenschaft erlaubt es, einige vom euklidischen Raum bekannte analytische Konzepte auf solche allgemeineren Gruppen zu verallgemeinern. Diese Gruppen, insbesondere ihre Darstellungen, sind Untersuchungsgegenstand der harmonischen Analyse. Manche Autoren setzen zusätzlich noch die Hausdorff-Eigenschaft voraus.

## Definition
Eine topologische Gruppe ist eine Gruppe {\displaystyle G} mit Verknüpfung {\displaystyle \cdot } und neutralem Element {\displaystyle e} versehen mit einer Topologie, sodass sowohl {\displaystyle \cdot \colon G\times G\to G} (mit der Produkttopologie auf {\displaystyle G\times G}) als auch die Inversenbildung {\displaystyle x\mapsto x^{-1}} stetig sind. Ein topologischer Raum heißt lokalkompakt, wenn jeder Punkt eine Umgebungsbasis aus kompakten Mengen besitzt. Eine lokalkompakte Gruppe lässt sich aber auch mit weniger Voraussetzungen charakterisieren: Eine Gruppe {\displaystyle G} mit einer Topologie ist genau dann eine lokalkompakte Gruppe, wenn
- die Topologie präregulär ist,
- das neutrale Element {\displaystyle e} eine kompakte Umgebung {\displaystyle K} besitzt und
- die Gruppe eine semitopologische Gruppe bildet, d. h. die Abbildung {\displaystyle \cdot } in beiden Komponenten separat stetig ist, also für jedes {\displaystyle x\in G} die Translationsabbildungen {\displaystyle y\mapsto x\cdot y} und {\displaystyle y\mapsto y\cdot x} stetig sind.

Aufgrund der Stetigkeit der Linkstranslation um {\displaystyle x} ist für jedes {\displaystyle x\in G} die Menge {\displaystyle xK} kompakt und aufgrund der Stetigkeit der Linkstranslation um {\displaystyle x^{-1}} ist {\displaystyle xK} eine Umgebung von {\displaystyle x}. Jeder Punkt besitzt also eine kompakte Umgebung; der Raum ist somit aufgrund der Präregularität lokalkompakt. Weitergehende Überlegungen zeigen, dass jede lokalkompakte semitopologische Gruppe tatsächlich eine simultan stetige Verknüpfung {\displaystyle \cdot \colon G\times G\to G} besitzt (also eine paratopologische Gruppe ist) und auch die Inversenbildung stetig ist.
Manche Autoren setzen in der Definition stets die Hausdorff-Eigenschaft voraus. Es genügt meist (insbesondere in der Darstellungstheorie), sich auf solche Gruppen zu beschränken. Für jede lokalkompakte Gruppe ist nämlich der Kolmogorow-Quotient wiederum eine lokalkompakte Gruppe, die im Wesentlichen über dieselben Eigenschaften verfügt. Die Bildung des Kolmogorow-Quotienten ist als Funktor linksadjungiert zur Einbettung der hausdorffschen lokalkompakten Gruppen in die Kategorie der lokalkompakten Gruppen (mit stetigen Homomorphismen als Morphismen).
Ist die lokalkompakte Gruppe zusätzlich abelsch, dann nennt man sie lokalkompakte abelsche Gruppe oder kurz LCA-Gruppe (von englisch locally compact abelian group).

## Beispiele
- Jede Gruppe versehen mit der diskreten Topologie oder der Klumpentopologie ist eine lokalkompakte Gruppe. (Letzteres Beispiel erfüllt allerdings nicht das Hausdorff-Axiom, das von einigen Autoren bei der Definition lokalkompakter Gruppen vorausgesetzt wird.)
- Der euklidische Raum {\displaystyle \mathbb {R} ^{n}} bildet mit der Addition, {\displaystyle \mathbb {R} \setminus \left\{0\right\}} mit der Multiplikation und allgemeiner jede Lie-Gruppe mit der Gruppenmultiplikation eine lokalkompakte Gruppe.
- Für jede Menge {\displaystyle X} bildet {\displaystyle (\mathbb {Z} /2\mathbb {Z} )^{X}} nach dem Satz von Tichonow mit der elementweisen Addition eine kompakte und somit lokalkompakte Gruppe; für {\displaystyle X=\mathbb {N} } spricht man von der Cantor-Gruppe.
- Der Körper der p-adische Zahlen {\displaystyle \mathbb {Q} _{p}} bildet mit der Addition, {\displaystyle \mathbb {Q} _{p}\setminus \left\{0\right\}} mit der Multiplikation eine lokalkompakte Gruppe. Allgemein gilt dies für alle lokalen Körper.
- Ein reeller oder komplexer normierter Vektorraum ist mit der Addition eine topologische Gruppe, die genau dann lokalkompakt ist, wenn der Raum endlichdimensional ist.
- Allgemeiner gilt: Ein mindestens eindimensionaler T0 topologischer Vektorraum über einem nicht-diskreten topologischen Schiefkörper, der bezüglich der durch die Addition induzierten uniformen Struktur vollständig ist, bildet mit der Addition eine lokalkompakte Gruppe, genau dann wenn er endlichdimensional und der Schiefkörper lokalkompakt ist.[2]
- Auf dem freien Produkt von mindestens zwei nichttrivialen Gruppen, insbesondere auf freien Gruppen, ist jede hausdorffsche lokalkompakte Gruppe diskret.[3]
- Der Kolmogorow-Quotient jeder höchstens abzählbaren lokalkompakten Gruppe ist diskret, dies lässt sich über den Satz von Baire oder Eigenschaften des Haar-Maßes zeigen.

## Topologische Eigenschaften
Lokalkompakte Gruppen sind wie jeder lokalkompakte Raum und jede topologische Gruppe vollständig regulär. Darüber hinaus sind sie sogar parakompakt und damit normal. Dies lässt sich aus der uniformen Lokalkompaktheit folgern, d. h. daraus, dass in der von der Gruppenstruktur induzierten links- oder rechtsseitigen uniformen Struktur eine Nachbarschaft {\displaystyle U} existiert, sodass {\displaystyle U[x]} für jedes {\displaystyle x\in G} eine kompakte Umgebung von {\displaystyle x} ist.

### Uniformität
Bezüglich der linksseitigen und der rechtsseitigen uniformen Struktur sind lokalkompakte topologische Gruppen vollständig, d. h. jeder Cauchy-Filter konvergiert.

### Metrisierbarkeit
Für jede topologische Gruppe, {\displaystyle G}, sind nach dem Birkhoff-Kakutani Theorem
folgende Aussagen äquivalent:
1. {\displaystyle G} (ist Hausdorff und) erfüllt das erste Abzählbarkeitsaxiom.
2. {\displaystyle G} ist metrisierbar.
3. Es gibt eine unter Linksverschiebungen invariante (kurz: linksinvariante) Metrik auf {\displaystyle G}, die die Topologie auf {\displaystyle G} induziert.

Die Idee hinter dem Beweis der nicht trivialen Richtung (1 {\displaystyle \Rightarrow } 3): Wegen des ersten Abzählbarkeitsaxioms und Stetigkeit der Gruppenoperationen lässt sich eine Folge {\displaystyle (U_{n})_{n\in \mathbb {N} }} von symmetrischen offenen Umgebungen der Identität {\displaystyle 1\in G} so konstruieren, dass {\displaystyle U_{n+1}U_{n+1}\subseteq U_{n}} für alle {\displaystyle n\in \mathbb {N} }.
Man definiert {\displaystyle \delta :G\to [0,1]} durch {\displaystyle \delta (g):=\inf\{2^{-n}\mid n\in \mathbb {N} ,~g\in U_{n}\}} sowie eine »Längenfunktion« {\displaystyle \ell :G\to [0,1]} durch {\displaystyle \ell (g):=\inf\{\sum _{k=1}^{n}\delta _{0}(h_{k})\mid n\in \mathbb {N} ,~h_{1},h_{2},\ldots ,h_{n}\in G,~\prod _{k=1}^{n}h_{k}=g\}} und zeigt, dass die vermöge {\displaystyle d(g_{1},g_{2}):=\ell (g_{1}^{-1}g_{2})} definierte Funktion eine links-invariante kompatible Metrik bildet.
Nun, im Falle von lokal kompakten Gruppen gelten noch stärkere Aussagen. Zunächst wie bei jedem regulären Raum besagt der Metrisierbarkeitssatz von Urysohn, dass Metrisierbarkeit aus Zweitabzählbarkeit folgt. Genauer erfasst sind folgende Aussagen äquivalent:
1. {\displaystyle G} ist lokal kompakt Hausdorff und erfüllt das zweite Abzählbarkeitsaxiom.
2. {\displaystyle G} ist ein lokal kompakter Polnischer Raum.
3. {\displaystyle G} ist durch eine »echte« Metrik metrisierbar. (Unter einer echten—en: ‘proper’—Metrik versteht man eine Metrik, deren abgeschlossene Kugeln kompakt sind.)
4. Es gibt eine linksinvariante, »echte« Metrik auf {\displaystyle G}, die die Topologie auf {\displaystyle G} induziert.

Die Implikationen 4 {\displaystyle \Rightarrow } 3 {\displaystyle \Rightarrow } 2 {\displaystyle \Rightarrow } 1 sind bekannt für alle topologischen Räumen.
Die nichttriviale Implikation 1 {\displaystyle \Rightarrow } 4 wurde erst 1974 von Raimond Struble gezeigt. Einen alternativen Ansatz wurde 2006 von Uffe Haagerup und Agata Przybyszewska demonstriert.
Eine Skizze des letzten Ansatzes ist wie folgt: Man wählt irgendeine linksinvariante kompatible Metrik, die laut des Birkhoff-Kakutani Theorems existiert. Wegen lokaler Kompaktheit sind abgeschlossene Kugeln mit genügend kleinem Radius kompakt und nach Normalisierung kann man ohne Einschränkung annehmen, diese seien vom Radius 1. Der algebraische Abschluss der offenen Einheitskugel unter Multiplikation liefert eine offene und deshalb abgeschlossene Untergruppe, {\displaystyle H}, von {\displaystyle G}, auf der die Metrik »echt« ist. Da {\displaystyle H} offen ist und {\displaystyle G} das zweite Abzählbarkeitsaxiom erfüllt, hat die Untergruppe höchstens abzählbar viele Linksnebenklassen. Man nutzt diese Folge sowie die »echte« Metrik auf {\displaystyle H} aus, um eine »echte« Metrik auf {\displaystyle G} zu konstruieren.

## Untergruppen und Quotienten
Eine Untergruppe {\displaystyle H} einer lokalkompakten Gruppe {\displaystyle G} ist genau dann wiederum lokalkompakt, wenn sie abgeschlossen ist. Die Hinrichtung gilt für beliebige Teilmengen lokalkompakter Räume nicht (man betrachte etwa eine nichttriviale offene Teilmenge des euklidischen Raumes). Sie ergibt sich daraus, dass jeder vollständige Teilraum eines uniformen Raumes abgeschlossen ist. Ist {\displaystyle H} abgeschlossen, so ist der Raum der Linksnebenklassen {\displaystyle G/H} mit der Quotiententopologie ein lokalkompakter homogener Raum, auf dem {\displaystyle G} durch Linksmultiplikation operiert. Ist eine abgeschlossene Untergruppe sogar ein Normalteiler, so ist die Quotientengruppe wiederum eine lokalkompakte Gruppe.
Jede lokalkompakte Gruppe besitzt eine Untergruppe, die offen (äquivalent dazu: Umgebung des neutralen Elements), abgeschlossen (was aus der Offenheit folgt) und σ-kompakt ist. Sie ist somit disjunkte Vereinigung σ-kompakter Teilräume (nämlich der Linksnebenklassen oder Rechtsnebenklassen dieser Gruppe) mit der Summentopologie.
Für jede topologische Gruppe {\displaystyle G} und eine lokalkompakte Untergruppe {\displaystyle H} ist der Raum der Linksnebenklassen {\displaystyle G/H} bezüglich des Quotienten der rechtsseitigen uniformen Struktur von {\displaystyle G} durch {\displaystyle H}, d. h. die Finaluniformität bzgl. der kanonischen Surjektion von {\displaystyle G} nach {\displaystyle G/H}, vollständig. Für jede diskrete Untergruppe {\displaystyle H} ist eine topologische Gruppe {\displaystyle G} genau dann lokalkompakt, wenn der Raum {\displaystyle G/H} lokalkompakt ist.

## Struktur
Jede hausdorffsche lokalkompakte Gruppe lässt sich in einem gewissen Sinne durch Lie-Gruppen approximieren: Jede solche Gruppe {\displaystyle G} besitzt eine offene Untergruppe {\displaystyle G^{\prime }}, sodass für jede Umgebung des neutralen Elements eine Teilmenge {\displaystyle K} existiert, die kompakter Normalteiler von {\displaystyle G^{\prime }} ist, sodass {\displaystyle G^{\prime }/N} eine Lie-Gruppe ist. Jede zusammenhängende, hausdorffsche lokalkompakte Gruppe {\displaystyle G} besitzt somit einen kompakten Normalteiler {\displaystyle K}, sodass {\displaystyle G/K} eine Lie-Gruppe ist, und ist Untergruppe eines Produktes von Lie-Gruppen.
Schon bevor diese Aussage gezeigt wurde, war bewiesen worden, dass jede zusammenhängende lokalkompakte Gruppe {\displaystyle G}, die diese Approximationseigenschaft erfüllt (also jede hausdorffsche, wie man heute weiß) homöomorph zu {\displaystyle \mathbb {R} ^{n}\times K} für eine natürliche Zahl {\displaystyle n} und eine kompakte Gruppe {\displaystyle K} (mit neutralem Element {\displaystyle 0}) ist. Ein Homöomorphismus {\displaystyle \phi \colon \mathbb {R} ^{n}\times K\to G} lässt sich so wählen, dass alle Einschränkungen {\displaystyle \phi {\upharpoonright }\{0\}^{i}\times \mathbb {R} \times \{0\}^{n-i}} und {\displaystyle \phi {\upharpoonright }\{0\}^{n}\times K} Isomorphismen topologischer Gruppen sind.
Für zusammenhängende maximal fast-periodische Gruppen, d. h. Gruppen, deren endlichdimensionalen unitären Darstellungen punktetrennend sind, dazu zählen alle abelschen Gruppen, lässt sich sogar ganz {\displaystyle \phi } als Isomorphismus topologischer Gruppen wählen.

## Produkte, Limites und Kolimites
Der Vergissfunktor, der einer lokalkompakten Gruppe die zugrundeliegende Gruppe zuordnet, besitzt eine Links- und eine Rechtsadjunktion, der linksadjungierte Funktor stattet die Gruppe mit der diskreten Topologie, der rechtsadjungierte Funktor mit der Klumpentopologie aus. Somit erhält der Vergissfunktor Limites und Kolimites, d. h. jeder Limes (etwa ein Produkt) oder Kolimes (etwa ein Koprodukt) ist, wenn er denn existiert, der entsprechende Limes bzw. Kolimes in der Kategorie der Gruppen versehen mit einer geeigneten Topologie.
Die Kategorie der lokalkompakten Gruppen besitzt tatsächlich endliche Produkte und ihre Topologie ist die Produkttopologie. Schränkt man sich auf die Kategorie der hausdorffschen lokalkompakten Gruppen ein (der Vergissfunktor in die Kategorie der Gruppen erhält dann weiterhin Limites), existieren sogar beliebige Faserprodukte (für Morphismen {\displaystyle f\colon F\to S,g\colon G\to S} als Kern von {\displaystyle F\times G\to S,(x,y)\mapsto f(x)g(x)^{-1}}) und die entsprechende Kategorie ist endlich vollständig. Die Produkttopologie für ein Produkt unendlich vieler lokalkompakter Gruppen dagegen ist im Allgemeinen nicht mehr lokalkompakt – es ist genau dann lokalkompakt, wenn alle bis auf endlich viele Faktoren kompakt sind. In manchen Fällen erhält man jedoch mit einer feineren Topologie auf dem kartesischen Produkt ein Produkt in der Kategorie der hausdorffschen lokalkompakten Gruppen. Dies ist genau dann der Fall, wenn alle bis auf endlich viele Faktoren einen kompakten, offenen Normalteiler besitzen, sodass der zugehörige Quotient torsionsfrei ist. Die Topologie des kategoriellen Produktes solcher Faktoren {\displaystyle G_{i}} mit kompakten, offenen Normalteilern {\displaystyle K_{i}} lässt sich durch die Forderung charakterisieren, dass das Produkt {\displaystyle \textstyle \prod _{i}K_{i}} mit der Produkttopologie einen offenen Unterraum bilde. Auf dem Produkt {\displaystyle \textstyle \prod _{i}G_{i}} ist die Topologie dann als Summentopologie der Nebenklassen des Normalteilers {\displaystyle \textstyle \prod _{i}K_{i}} gegeben, welche unabhängig von der Wahl der {\displaystyle K_{i}} ist. Zum Beispiel ist das kategorielle Produkt einer beliebigen Familie diskreter, torsionsfreier Gruppen (wie etwa {\displaystyle \mathbb {Z} }) in dieser Kategorie wiederum diskret.

## Haarmaß
Auf jeder hausdorffschen lokalkompakten Gruppe existiert ein bis auf Skalierung eindeutiges reguläres Borelmaß, das auf nichtleeren offenen Mengen positiv ist und invariant unter Linksverschiebungen ist, das sogenannte linke Haarmaß. Analog dazu existiert das rechte Haarmaß, das invariant unter Rechtsverschiebungen ist. Einen wichtigen Spezialfall lokalkompakter Gruppen mit besonderen Eigenschaften bilden Gruppen, bei denen linkes und rechtes Haarmaß übereinstimmen und somit links- und rechtsinvariant sind, sogenannte unimodulare Gruppen. Das Haarmaß erlaubt die Integration auf lokalkompakten Gruppen und spielt eine entscheidende Rolle in der Darstellungstheorie lokalkompakter Gruppen.

## Automatische Stetigkeit von Homomorphismen
Jeder messbare Homomorphismus zwischen lokalkompakten Gruppen ist stetig. Die Bedingung kann weiter abgeschwächt werden, dass nur die Urbilder offener Mengen messbar sein mögen und dass die Homomorphie auf gewissen Nullmengen nicht garantiert sein muss.

## Darstellungen
Für eine lokalkompakte Gruppe {\displaystyle G} und einen Hilbertraum {\displaystyle {\mathcal {H}}} ist eine unitäre Darstellung von {\displaystyle G} ein stetiger Homomorphismus {\displaystyle \pi \colon G\to U({\mathcal {H}})}, wobei {\displaystyle U({\mathcal {H}})} die unitäre Gruppe ausgestattet mit der starken (oder der übereinstimmenden schwachen) Operatortopologie bezeichne. Einige zentrale Sätze der harmonischen Analyse erlauben mittels Betrachtung solcher Darstellung weitreichende Verallgemeinerungen der Fourier-Transformation auf Funktionen auf bestimmten lokalkompakten Gruppen.